# Soy el mismo (álbum de Eddie Santiago)
Soy el mismo es el título del sexto álbum de estudio grabado por el cantautor y músico de salsa puertorriqueño-estadounidense Eddie Santiago, Fue lanzado al mercado por la empresa discográfica EMI Latin el 27 de agosto de 1991. El álbum se convirtió en su sexto álbum número uno en la lista Billboard Tropical Albums .

## Lista de canciones
Esta información adaptada de Allmusic .
| Soy el mismo |                          |                    |          |  |
| N.º          | Título                   | Escritor(es)       | Duración |  |
| 1.           | «Me faltas tú»           | Luis Ángel Márquez | 4:28     |  |
| 2.           | «Yo quería ser fiel»     | Wilkins            | 5:03     |  |
| 3.           | «Bella y cruel»          | Luis Ángel Márquez | 4:31     |  |
| 4.           | «A escondidas de todos»  | Eddie Santiago     | 3:47     |  |
| 5.           | «Hasta aquí te fui fiel» | Luis Ángel Márquez | 4:23     |  |
| 6.           | «Te amo, te amo»         | Eddie Santiago     | 3:27     |  |
| 7.           | «Deseos»                 | Álvaro Torres      | 4:33     |  |
| 8.           | «Soy el mismo»           | Eddie Santiago     | 4:14     |  |

## Rendimiento en listas
| Lista (1991/1992)                    | Máxima posición |
| ------------------------------------ | --------------- |
| U.S. Billboard Tropical/Salsa Albums | 1               |

### Sucesión y posicionamiento
| Predecesor: Abriendo puertas de Jerry Rivera | U.S. Billboard Tropical/Salsa Albums — Álbum N°. 1 19 de octubre de 1991 - 10 de enero de 1992 | Sucesor: Perspectiva de Gilberto Santa Rosa |